# Їжак Сонік
Їжа́к Со́нік (яп. ソニック・ザ・ヘッジホッグ, Sonikku za Hejjihoggu, англ. Sonic the Hedgehog) — персонаж відеоігор компанії Sega, є її талісманом. Їжак Сонік — синій антропоморфний їжак, що живе на островах на Мобіусі (за версією коміксів та деяких мультфільмів). Він може бігати на надзвукових швидкостях, за що й отримав своє ім'я (англ. sonic — звуковий/той, що має швидкість звуку).
Сонік замінив Алекса Кідда, що був талісманом Sega до 1990 року.

## Історія створення

Сонік в першій відеогрі серії, Sonic the Hedgehog

У 1990 році керівництво Sega доручило своєму підрозділу AM8 створити гру, яка могла б продатися накладом більше за мільйон екземплярів та персонажа, який міг би стати талісманом компанії. Претендентів було декілька, у тому числі пес, заєць і навіть Теодор Рузвельт у піжамі (що пізніше став основою для доктора Роботніка). У квітні вибір звузився до броненосця та їжака. Перевагу надали їжакові, автором якого був Наото Осіма за його «колючість». Над грою Sonic the Hedgehog почала працювати група з 15 чоловік, що назвалася «Sonic Team». Музику до гри написав Накамура Масато з групи Dreams Come True, і Сонік був намальований на автобусах та листівках цієї групи під час їхнього чергового туру «Wonder 3».
В інтерв'ю для ThisIsMyJoystick.com Юдзі Нака повідомив, що Сонік створювався з метою показати боротьбу природи з прогресом технологій. Юдзі Нака не став говорити про це в 1991 році, замість цього він продемонстрував свою точку зору в серії відеоігор Sonic the Hedgehog. Доктор Еггман показаний як лиходій, що забруднює довкілля та використовує механізми, що знищують його і Сонік має протистояти цьому.

## Характеристики
Точні вік, вага, зріст та інші фізичні характеристики Соніка змінювалися протягом часу, включаючи стиль зображення. У відеоіграх оригінальним дизайном був дизайн Наото Осіми, коли Сонік був схожий на дитину, з короткими голками, круглим тілом та з очима без райдужних оболонок. Арт, що був намальований Деґом Вільямсом, було зображено на коробці першої гри Sonic the Hedgehog, а наступні ігри використовували схожий дизайн. З появою гри Sonic Adventure у 1998 році Сонік був перероблений Юдзі Уекавою як більш високий персонаж з більш довгими ногами і менш сферичним тілом. Голки стали довші, а очі намальовані з зеленими райдужними оболонками. Подальші зміни персонажа були здійснені у грі Sonic the Hedgehog 2006 року: їжак став стрункіший, вищий, а його голки та хутро набули світлішого відтінку. Сторонні твори, як комікси та відео використовували варіації дизайну з відеоігор, з обмеженнями, що були встановлені стандартним описом моделі. У наш час[коли?] його зріст дорівнює 100 сантиметрам, а вага — 35 кілограмам.
Спочатку Сонік носив кросівки «Speed Shoes» (укр. Швидкісне взуття) — червоні з білим ремінцем та золоченою пряжкою на ньому. Однак у Sonic Adventure у процесі гри він знаходить «Light Speed Shoes» — більш близьке до сучасного уявлення кросівок взуття, що дає Соніку додаткові здібності.
У Sonic Adventure 2 Сонік носить «Soap Shoes» — модні та злегка громіздкі кросівки. Цікаво, що в Sonic Adventure 2 Trial (ранньої демоверсії Sonic Adventure 2) Сонік носив ті ж самі кросівки, що й в Sonic Adventure, але потім Sonic Team зробили замовлення у «Soap Shoes» — фірми з виробництва однойменного типу кросівок (до речі, з заглибленням на підошві, що дозволяє їздити по поручнях, як Сонік), що працює й нині, та «приміряли» на синього їжака. Так ці кросівки й потрапили до гри.
Причина його синього забарвлення ніколи не пояснювалася в іграх. За однією з версій, коли за допомогою Доктора Роботніка, що ще не озлобився, він уперше подолав звуковий бар'єр, він і набув такого кольору.

### Характер
В іграх та мультфільмах характер у Соніка дещо розрізняється. Він любить пригоди, біг та свою спритність, а також засмагати на пляжі, та ненавидить стояти на місці. Іще він вважає своєю найголовнішою «забавою» рятування світу та боротьбу проти Номера. Він не вважає рятування світу подвигом, для нього це є хобі або розвага. Сонік безтурботний. Він також недолюблює воду (за деякими версіям, він боїться води, бо не вміє плавати і не любить перешкоди, які він не в змозі подолати). Він швидко заводить друзів та, за словами Космо у серіалі Sonic X, може «подружитися з ким завгодно».
За версією коміксів видавництва «Арчі» та мультсеріалів «Сонік», «Пригоди Їжака Соніка» і «Сонік-Бунтівник» Сонік без тями від добреників з соусом чилі та їсть їх у великій кількості.
Окремо в іграх відзначені його героїчний характер та бажання стояти до кінця за те, у що він вірить. Але Сонік імпульсивний та часто робить необмірковані вчинки. Наприклад, на початку третього сезону аніме Sonic X він розпускає всі сім Смарагдів Хаосу по всьому космосу, щоб не дати Метарексам захопити їх, через що непритомніє та падає на Паралельну Землю (Мобіус) з орбіти.

### Озвучування
Уперше Сонік був озвучений у грі SegaSonic the Hedgehog Такесі Кусао. У Sonic CD, Соніка озвучила Кейко Утоку, однак її голос можна почути лише двічі — Сонік говорить слова «I'm outta here!» (укр. Вшиваюся звідсіля!), коли закінчується час, та «Yes!» (укр. Так!), коли гравець отримує одне життя.
Найпершим голосом Соніка в мультсеріалах Adventures of Sonic The Hedgehog, Sonic the Hedgehog та Sonic Underground став Джаліл Вайт, однак у Sonic Underground його під час пісень замінював Семюель Вінсент. У 1996 році було випущено мультфільм Sonic OVA (також відомий як Sonic the Movie та Sonic Anime) у Японії, де Соніка озвучив Кікуті Масамі. В 1999 році Sonic OVA було показано в США, в англійській версії Соніка озвучував Мартін Берк.
Починаючи з гри Sonic Adventure, що вийшла в 1998 році, ігри з Соніком також стали озвучуватися. У японській версії Соніка озвучував Дзюн'їті Канемару, який пізніше озвучить Соніка в Sonic X. Раян Драмонд озвучив Соніка в Sonic Adventure та деяких інших іграх. Однак компанія «4Kids Entertainment» вирішила використати в американській версії аніме-серіалу Sonic X свого актора Джейсона Ґріфіта. Попри це, Драмонд продовжував озвучувати Соніка в іграх до 2005 року, коли Sega замінила всіх своїх акторів, що працювали над серіями про Соніка, на акторів від 4Kids Entertainment, щоб уніфікувати ігри та Sonic X. Таким чином, Ґріфіт став офіційним голосом Соніка, починаючи з ігор Shadow the Hedgehog та Sonic Rush.
У 2010 році «Sega» замінила майже всіх акторів і тепер Соніка озвучує Роджер Крейґ Сміт, який подарував голос Еціо Аудіторе да Фіренце — персонажу серії ігор Assassin's Creed та Крисові Редфілду з Resident Evil 5.

### Рідна планета
Рідна планета різниться, ґрунтуючись на деяких регіональних відмінностях. За раннім матеріалом від Sonic Team Сонік народився на острові Різдва. У грі Sonic Battle Сонік живе в місті Емералд-Таун (англ. Emerald Town, укр. Смарагдове місто).
Земля: Рідний світ Соніка став предметом дискусій ще в 16-бітну еру 1990-х років. Одні гравці вважали, це наша Земля, інші вірили, що рідний світ Соніка зветься «Мобіус» — паралельна Земля. Назва виникла через неправильний переклад слова в інтерв'ю 1992 року Sega Visions з Юдзі Накою; насправді він казав про «стрічку Мобіуса», що використовувалася в Sonic the Hedgehog 2. Однак усі події ігор, що були випущені після гри Sonic Adventure, відбувалися на Землі, і всі використовували одну й ту ж саму історію та імена незалежно від території. Sonic Adventure 2 була першою грою, яка постійно вживала термін «Земля», що продовжилось і в інших іграх. Рімейк Sonic Adventure 2: Battle, та наступна гра Shadow the Hedgehog, містять види Землі з космосу. Втім, розташування та форма континентів там не схожі на реальні (як і в Sonic & Knuckles). У Sonic Unleashed Сонік мандрує по всьому світу фантастичними країнами на фантастичних континентах, ззовні схожими на земні. Отже, світ Соніка — фантастична планета Земля, що не схожа на нашу. Події перших двох сезонів аніме Sonic X також розгортаються на планеті Земля, але згідно сюжету мультсеріалу, вона знаходиться в альтернативному Соніку світі.
Мобіус: в усіх американських та європейських коміксах, мультфільмах та книгах мовиться, що Сонік живе на планеті Мобіус. Комікси видавництва «Арчі» розповідали про відносини між Землею та Мобіусом, причому Мобіус — Земля у майбутньому. Це сталося коли інопланетяни ксорда встановили Генну Бомбу, що знищила майже всю людську расу. Події в коміксах видавництва «Арчі» відбуваються через 1300 років у майбутньому. Британський спін-оф Sonic the Comic стверджує, що Мобіус — світ, цілком відокремлений від Землі, та є сестрою Землі. У «Пригодах Їжачка Соніка» та «Соніку-бунтівнику», у двох інших серіях, немає ані жодного взаємозв'язку між Землею та Мобіусом.
Планета Свободи: цей світ з'явився тільки в Sonic OVA. У цьому фільмі пояснюється що світ розділено на дві частини — Небесний Край, що є місцем проживання Соніка та його друзів, та Темний Край, де живе Доктор Еггман. Судячи з руїн стародавнього міста в Темному Краї, ця планета — теж Земля майбутнього.
Невідома: світ Соніка в аніме Sonic X — невідома планета в альтернативній реальності, що знаходиться на тому ж самому місці, де й Земля, як розкрито в 49 епізоді.

## Друзі

### Майлз «Тейлз» Прауер
Тейлз — вірний товариш Соніка в його пригодах. Цитуючи його опис, «Сонік дав Тейлзові прихисток під своїм крилом та ставився до нього, немов до молодшого брата». Їх знайомство в іграх, мультфільмах та коміксах описано по-різному. Згідно з Sonic X Тейлз створював різні прилади, які постійно ламали. Тейлз дуже засмутився, але раптом, побачивши Соніка, пішов за ним, та, вийшовши на морський берег, побачив літак Соніка. Він полагодив та пофарбував його в синій колір, а коли прийшов Сонік, Тейлз розповів йому, що полагодив літак, і тоді Сонік заприятелював з Тейлзом. Соніку частенько доводиться витягати лисеня з колотнеч, але на відміну від Наклза, Тейлз не створює масштабних проблем, а навпаки тільки допомагає Сонікові.

### Єхидна Наклз
Наклз, на відміну від Соніка, набагато серйозніший та ставиться до їжака, як до легковажного героя. Усюди намагається встигнути за Соніком, але через довірливість часто підводить як себе, так і інших. Сонік часом називає його «добрим ворогом».

### Емі Роуз
Емі закохана в Соніка, але він не відповідає їй взаємністю, бо це його лякає та бентежить. У коміксах вона також через деякий час перестає приділяти великої уваги Сонікові і йому це не дуже подобається. Хоча в Sonic X Сонік приділяє Емі деяку увагу, особливо в 52 серії, де він подарував їй білу троянду. Хоча Сонік зазвичай просто біжить від Емі, але все ж у деяких серіях ясно показується, що він боїться за неї — так, у 9-й серії «Емі на пляжі» він навіть зумів побороти свій страх перед водою, кинувшись за Емі коли вона, розбивши робота Еггмана та відправивши в політ його літальний апарат, упала в воду. Також він був дуже засмучений тим, що Емі не впізнала його в образі їжакулаки, що також говорить про його симпатію до Емі.

## Пов'язані персонажі
Sonic Exe — демон і головний антагоніст всесвіту Соніка, також персонаж модів Friday Night Funkin, його було створено 2011 року. Заснований на однойменной кріпіпасте. Цей демон може імітувати зовнішність їжака, тоді він схожий на його злу копію з деякими відмінностями: закривавлені очі, неохайні шерсть і голки. Sonic.exe має жовті зуби та чорні нігті.

### Про персонажа
- Профіль персонажа(яп.) на Sonic Channel
- Опис персонажа [Архівовано 26 листопада 2010 у Wayback Machine.](англ.) на Giant Bomb
- Опис персонажа [Архівовано 22 січня 2011 у Wayback Machine.](англ.) на Sonic Retro
- Опис персонажа [Архівовано 4 лютого 2012 у WebCite](рос.) на Sonic SCANF
- Опис персонажа [Архівовано 15 травня 2011 у Wayback Machine.](англ.) на Sonic News Network
  - У коміксах Sonic the Hedgehog [Архівовано 8 березня 2012 у Wayback Machine.]
  - У коміксах Sonic the Comic [Архівовано 28 серпня 2011 у Wayback Machine.]
  - У мультсеріалі Sonic X [Архівовано 10 жовтня 2011 у Wayback Machine.]
  - У мультсеріалі «Сонік-Бунтівник» [Архівовано 17 грудня 2011 у Wayback Machine.]
  - У мультсеріалі «Пригоди Їжака Соніка» [Архівовано 23 листопада 2011 у Wayback Machine.]

### Онлайн-емулятори
- Flash-версія Sonic the Hedgehog [Архівовано 22 березня 2018 у Wayback Machine.]
- Портативна Sonic the Hedgehog від Tiger Electronics